# Гольфіто
Гольфіто (ісп. Golfito) — місто в костариканській провінції Пунтаренас.

## Географія
Гольфіто розташований на півдні країни, на узбережжі Тихого океану.

### Клімат
Місто знаходиться у зоні, котра характеризується вологим тропічним кліматом. Найтепліший місяць — березень із середньою температурою 27.7 °C (81.9 °F). Найхолодніший місяць — листопад, із середньою температурою 26.3 °С (79.3 °F).
| Клімат Гольфіто         | Клімат Гольфіто | Клімат Гольфіто | Клімат Гольфіто | Клімат Гольфіто | Клімат Гольфіто | Клімат Гольфіто | Клімат Гольфіто | Клімат Гольфіто | Клімат Гольфіто | Клімат Гольфіто | Клімат Гольфіто | Клімат Гольфіто | Клімат Гольфіто |
| Показник                | Січ.            | Лют.            | Бер.            | Квіт.           | Трав.           | Черв.           | Лип.            | Серп.           | Вер.            | Жовт.           | Лист.           | Груд.           | Рік             |
| Середній максимум, °C   | 32,2            | 33,1            | 33,5            | 32,8            | 31,8            | 31,4            | 31,2            | 31,3            | 31,3            | 30,7            | 30,6            | 31,4            | 31,8            |
| Середня температура, °C | 26,7            | 27,2            | 27,7            | 27,6            | 27,1            | 26,8            | 26,6            | 26,6            | 26,7            | 26,4            | 26,3            | 26,5            | 26,9            |
| Середній мінімум, °C    | 21,1            | 21,3            | 21,9            | 22,4            | 22,4            | 22,2            | 22              | 21,9            | 22              | 22,1            | 22              | 21,6            | 21,9            |
| Норма опадів, мм        | 133.3           | 108.5           | 177.2           | 281.5           | 504.8           | 485.6           | 546.3           | 589.8           | 625.8           | 690.1           | 554.2           | 260.7           | 4413.2          |
| Днів з дощем            | 21,1            | 21,3            | 21,9            | 22,4            | 22,4            | 22,2            | 22              | 21,9            | 22              | 22,1            | 22              | 21,6            | 262,9           |
| ----------------------- | --------------- | --------------- | --------------- | --------------- | --------------- | --------------- | --------------- | --------------- | --------------- | --------------- | --------------- | --------------- | --------------- |
| Джерело: Weatherbase    |                 |                 |                 |                 |                 |                 |                 |                 |                 |                 |                 |                 |                 |